# Dreiband-Weltmeisterschaft 1972

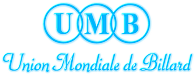
Logo UMB (ausrichtender Verband)

Veranstaltungsort: Buenos Aires

Die Dreiband-Weltmeisterschaft 1972 war das 27. Turnier in dieser Disziplin des Karambolagebillards und fand vom 3. bis 12. Mai 1972 in Buenos Aires statt. Es war die sechste Dreiband-WM in Buenos Aires.

## Geschichte
Raymond Ceulemans sicherte sich den zehnten WM-Titel im Dreiband in Folge. Wieder einmal gewann er souverän alle seine Partien. Der Peruaner Suguimizu, japanischer Herkunft, schaffte es als einziger gegen Ceulemans 50 Punkte zu erzielen. Der Rest der Spieler erzielten zum Teil deutlich weniger Punkte. Die WM war sehr gut besucht. Im Durchschnitt waren 3500 bis 4000 Zuschauer pro Tag anwesend.

## Modus
Gespielt wurde in zwei Vorrundengruppen à 7 Spieler. Aus jeder Gruppe zogen die vier Erstplatzierten in die Endrunde ein. Die Spiele aus der Gruppe wurden in die Endrunde mitgenommen. In den Gruppen wurde „Jeder gegen Jeden“ bis 60 Punkte gespielt.

## Vorrunde

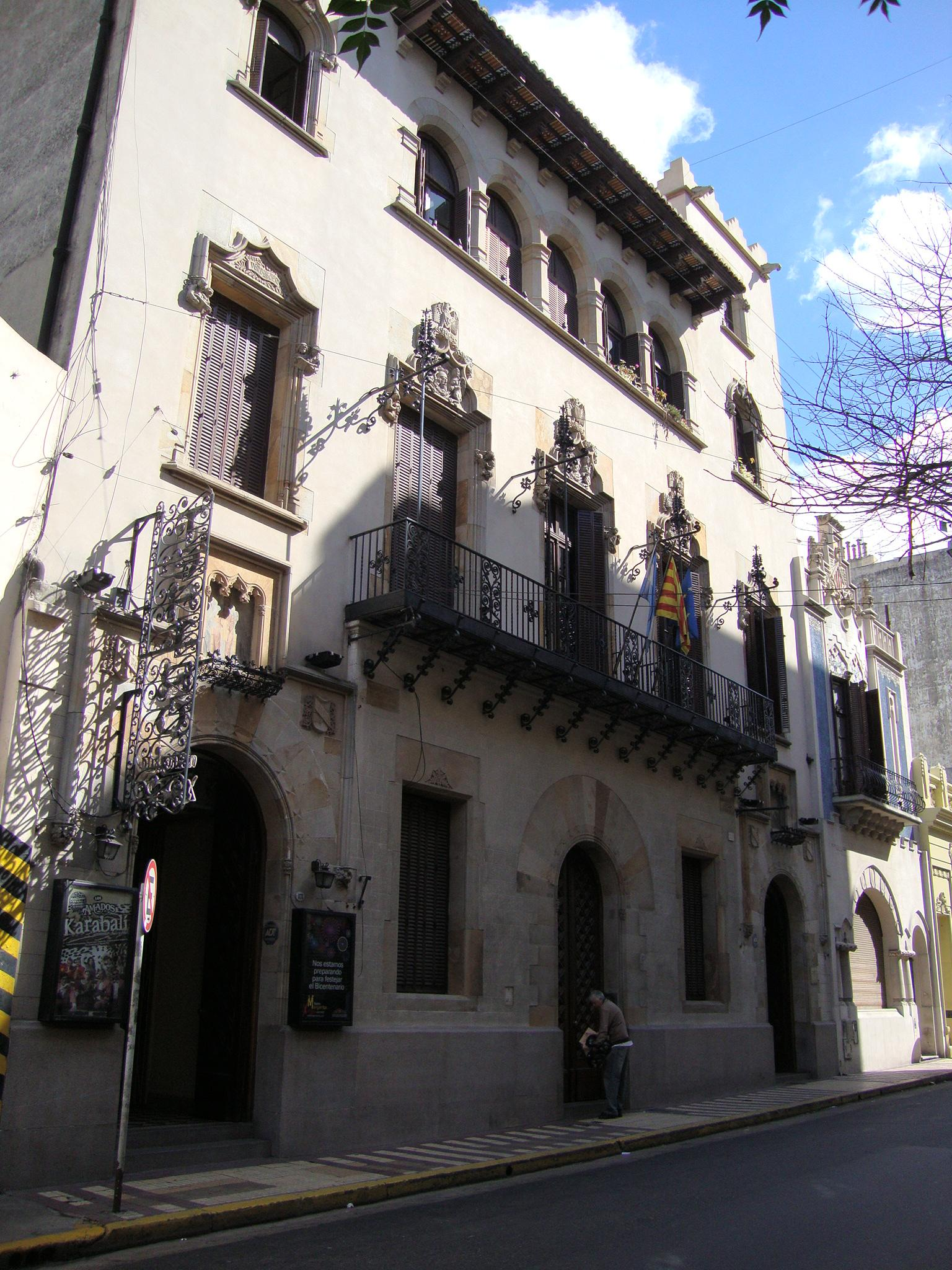
Fassade Casal de Cataluna

| MP    | Match Points (Sieger = 2; Unentschieden = 1; Verlierer = 0) |
| Pkte. | Erzielte Karambolagen                                       |
| Aufn. | Benötigte Versuche                                          |
| GD    | Generaldurchschnitt                                         |
| BED   | Bester Einzeldurchschnitt eines Spielers                    |
| HS    | Höchstserie                                                 |
|       | Bester GD des Turniers                                      |
|       | Bester ED des Turniers                                      |
|       | Beste HS des Turniers                                       |
|       | 1. Platz (Gold)                                             |
|       | 2. Platz (Silber)                                           |
|       | 3. Platz (Bronze)                                           |

| Abschlusstabelle Gruppe A  | Abschlusstabelle Gruppe A | Abschlusstabelle Gruppe A | Abschlusstabelle Gruppe A | Abschlusstabelle Gruppe A | Abschlusstabelle Gruppe A | Abschlusstabelle Gruppe A | Abschlusstabelle Gruppe A |
| Platz                      | Name                      | MP                        | Pkte.                     | Aufn.                     | GD                        | BED                       | HS                        |
| -------------------------- | ------------------------- | ------------------------- | ------------------------- | ------------------------- | ------------------------- | ------------------------- | ------------------------- |
| 1                          | Raymond Ceulemans         | 12:0                      | 360                       | 274                       | 1,313                     | 1,578                     | 9                         |
| 2                          | Peter Thøgersen           | 10:2                      | 338                       | 375                       | 0,901                     | 1,052                     | 8                         |
| 3                          | Alberto Garcia            | 6:6                       | 320                       | 359                       | 0,891                     | 1,176                     | 9                         |
| 4                          | Adolfo Suárez             | 6:6                       | 292                       | 362                       | 0,806                     | 0,983                     | 7                         |
| 5                          | Hernan Bustos             | 4:8                       | 319                       | 354                       | 0,901                     | 1,276                     | 11                        |
| 6                          | Alvaro Cabrera            | 2:10                      | 277                       | 382                       | 0,725                     | 0,731                     | 6                         |
| 7                          | Galo Legarda              | 2:10                      | 276                       | 382                       | 0,722                     | 0,895                     | 6                         |
| Gruppendurchschnitt: 0,877 |                           |                           |                           |                           |                           |                           |                           |

| Abschlusstabelle Gruppe B  | Abschlusstabelle Gruppe B | Abschlusstabelle Gruppe B | Abschlusstabelle Gruppe B | Abschlusstabelle Gruppe B | Abschlusstabelle Gruppe B | Abschlusstabelle Gruppe B | Abschlusstabelle Gruppe B |
| Platz                      | Name                      | MP                        | Pkte.                     | Aufn.                     | GD                        | BED                       | HS                        |
| -------------------------- | ------------------------- | ------------------------- | ------------------------- | ------------------------- | ------------------------- | ------------------------- | ------------------------- |
| 1                          | Nobuaki Kobayashi         | 10:2                      | 357                       | 335                       | 1,065                     | 1,428                     | 9                         |
| 2                          | Luis Manuel Martinez      | 10:2                      | 346                       | 385                       | 0,898                     | 1,333                     | 6                         |
| 3                          | Marcelo H. Lopez          | 8:4                       | 340                       | 309                       | 1,100                     | 1,621                     | 11                        |
| 4                          | Humberto Suguimitzu       | 8:4                       | 329                       | 406                       | 0,810                     | 0,952                     | 9                         |
| 5                          | Edward Robin              | 4:8                       | 282                       | 383                       | 0,736                     | 0,909                     | 7                         |
| 6                          | Mario Alvarado            | 2:10                      | 254                       | 369                       | 0,688                     | 0,759                     | 7                         |
| 7                          | Mustafa Diab              | 0:12                      | 240                       | 407                       | 0,589                     | –                         | 4                         |
| Gruppendurchschnitt: 0,763 |                           |                           |                           |                           |                           |                           |                           |

## Finalrunde
| Abschlusstabelle           | Abschlusstabelle     | Abschlusstabelle | Abschlusstabelle | Abschlusstabelle | Abschlusstabelle | Abschlusstabelle | Abschlusstabelle |
| Platz                      | Name                 | MP               | Pkte.            | Aufn.            | GD               | BED              | HS               |
| -------------------------- | -------------------- | ---------------- | ---------------- | ---------------- | ---------------- | ---------------- | ---------------- |
| 1                          | Raymond Ceulemans    | 20:0             | 600              | 456              | 1,315            | 2,142            | 12               |
| 2                          | Nobuaki Kobayashi    | 16:4             | 568              | 554              | 1,025            | 1,428            | 9                |
| 3                          | Peter Thøgersen      | 14:6             | 537              | 598              | 0,897            | 1,052            | 8                |
| 4                          | Luis Manuel Martinez | 14:6             | 554              | 632              | 0,876            | 1,333            | 8                |
| 5                          | Marcelo H. Lopez     | 12:8             | 546              | 509              | 1,072            | 1,621            | 11               |
| 6                          | Humberto Suguimitzu  | 12:8             | 547              | 662              | 0,826            | 1,090            | 9                |
| 7                          | Adolfo Suárez        | 8:12             | 485              | 633              | 0,766            | 0,983            | 7                |
| 8                          | Alberto Garcia       | 6:14             | 451              | 607              | 0,742            | 1,176            | 9                |
| 9                          | Hernan Bustos        | 4:8              | 319              | 354              | 0,901            | 1,276            | 11               |
| 10                         | Edward Robin         | 4:8              | 282              | 383              | 0,736            | 0,909            | 7                |
| 11                         | Alvaro Cabrera       | 2:10             | 277              | 382              | 0,725            | 0,731            | 6                |
| 12                         | Mario Alvarado       | 2:10             | 254              | 369              | 0,688            | 0,759            | 7                |
| 13                         | Galo Legarda         | 2:10             | 276              | 382              | 0,722            | 0,895            | 6                |
| 14                         | Mustafa Diab         | 0:12             | 240              | 407              | 0,589            | –                | 4                |
| Turnierdurchschnitt: 0,856 |                      |                  |                  |                  |                  |                  |                  |